# Nacarina viridipennis
Nacarina viridipennis is een insect uit de familie van de gaasvliegen (Chrysopidae), die tot de orde netvleugeligen (Neuroptera) behoort. 
Nacarina viridipennis is voor het eerst wetenschappelijk beschreven door Alayo in 1968.